# Hubert Evans Non-Fiction Prize
Der Hubert Evans Non-Fiction Prize ist ein kanadischer Literaturpreis, der 1985 als einer der BC Book Prizes eingeführt wurde. Mit seiner Vergabe wird alljährlich das beste Sachbuch eines Einwohners von British Columbia geehrt.
Der Preis wird wie alle anderen sieben Literaturpreise der BC Book Prizes bei der Lieutenant Governor’s BC Book Prizes Gala im Frühjahr überreicht.
Die Auswahlkriterien sehen vor, dass die Autoren drei der letzten fünf Jahre in British Columbia gewohnt haben müssen, während das Sachbuch auch in anderen Regionen oder Ländern erscheinen konnte. Die Qualität seiner Recherche und der Schriftsprache sind ebenso wie die Originalität des Stoffes ein Qualitätskriterium für die Jury. Der Preis wurde nach dem Journalisten und Jugendbuchautor Hubert Reginald Evans (1892–1986) benannt.

## Gewinner und Nominierte
Gewinner sind fett markiert.
1985
- David Ricardo Williams – Duff: A Life in the Law
- Michael Kluckner – Vancouver The Way It Was
- Daniel Raunet – Without Surrender, Without Consent

1986
- Bruce Hutchison – The Unfinished Country

1987
- Doris Shadbolt – Bill Reid
- Philip Croft – Nature Diary of a Quiet Pedestrian
- Sherrill MacLaren – Braehead

1988
- P. K. Page – Brazilian Journal
- Sandra Djwa – The Politics of the Imagination
- Roy Minter – The White Pass

1989
- Robin Ridington – Trail To Heaven
- Edith Iglauer – Fishing with John
- Paul Yee – Salt Water City

1990
- Philip Marchand – Marshall McLuhan
- Stan Persky – Buddy’s
- Patricia Roy – A White Man’s Province

1991
- Scott Wilson – Jack Shadbolt

1992
- Rosemary Neering – Down The Road
- Jean Barman – The West Beyond The West
- Robin Fisher – Duff Pattullo of British Columbia

1993
- Lynne Bowen – Muddling Through
- Irene Howard – The Struggle For Social Justice in B. C.
- Rolf Knight and Homer Stevens – Homer Stevens

1994
- Sharon Brown – Some Become Flowers
- Arthur Mayse – My Father, My Friend
- John Mills – Thank Your Mother for the Rabbits

1995
- Lisa Hobbs Birnie – Uncommon Will: The Death and Life of Sue Rodrigues
- Denise Chong – Concubine’s Children
- Rick Ouston – Finding Family

1996
- Claudia Cornwall – Letter from Vienna: A Daughter Uncovers her Family’s Jewish Past
- Bev Christiansen – Too Good To Be True: Alcan’s Kemano Completion Project
- Sheryl Salloum – Underlying Vibrations: The Photography Of John Vanderpont

1997
- Catherine Lang – O-bon in Chimunesu
- Deanna Kawatski – Clara and Me
- Arthur J. Ray – I Have Lived Here Since the World Began

1998
- Suzanne Fournier and Ernie Crey – What I Remember from My Time on Earth
- Richard Bocking – Mighty River
- Elizabeth Simpson – The Perfection of Hope

1999
- Peter C. Newman – Titans: How the New Canadian Establishment Seized Power
- Eric Nicol – Anything for a Laugh: Memoirs
- Michael Poole – Romancing Mary Jane

2000
- Rita Moir – Buffalo Jump: A Woman’s Travels
- Douglas Cole – Franz Boas: The Early Years, 1858-1906
- James Delgado – Across the Top of the World: The Quest for the Northwest Passage
- Margaret Horsfield – Cougar Annie’s Garden
- Andrea Lebowitz and Gillian Milton – Gilean Douglas: Writing Nature, Finding Home

2001
- Terry Glavin – The Last Great Sea
- Hugh Brody – The Other Side of Eden
- Rosemary Neering – Wild West Women
- Harold Rhenisch – Tom Thomson’s Shack
- Patricia Van Tighem – The Bear’s Embrace

2002
- Susan Crean – The Laughing One: A Journey to Emily Carr
- Bart Campbell – The Door is Open
- Stephen Hume – Off the Map
- Ross A. Laird – Grain of Truth
- Heather Pringle – The Mummy Congress

2003
- Sandra Shields and David Campion – Where Fire Speaks: A Visit With the Himba
- Thomas Berger – One Man’s Justice
- Keath Fraser – The Voice Gallery: Travels with a Glass Throat
- Cole Harris – Making Native Space: Colonialism, Resistance and Reserves in British Columbia
- Derek Lundy – The Way of the Ship

2004
- Maria Tippett – Bill Reid: The Making of an Indian
- Maria Coffey – Where the Mountain Casts Its Shadow: The Dark Side of Extreme Adventure
- Pat Wastell Norris – High Boats: A Century of Salmon Remembered
- Peter Steele – The Man Who Mapped the Arctic
- Mark Zuehlke – The Gothic Line: Canada’s Month of Hell in World War II Italy

2005
- Charles Montgomery – The Last Heathen
- Katherine Gordon – The Slocan: Portrait of a Valley
- Patrick Lane – There is a Season
- Alan Twigg – First Invaders: The Literary Origins of British Columbia
- Rex Weyler – Greenpeace: How a Group of Ecologists, Journalists and Visionaries Changed the World

2006
- Stan Persky – The Short Version: An ABC Book
- Michael Kluckner – Vanishing British Columbia
- J. B. MacKinnon – Dead Man in Paradise
- Rita Moir – Windshift Line
- John Vaillant – The Golden Spruce: A True Story of Myth, Madness and Greed

2007
- Heather Pringle – The Master Plan: Himmler’s Scholars and the Holocaust
- Karsten Heuer – Being Caribou: Five Months on Foot with an Arctic Herd
- Eric Miller – The Reservoir
- Harold Rhenisch – The Wolves at Evelyn: Journeys Through a Dark Century
- Dan Zuberi – Differences That Matter: Social Policy and the Working Poor in the United States and Canada

2008
- Robert Bringhurst – Everywhere Being is Dancing
- J.B. MacKinnon, Alisa Smith – The 100-Mile Diet: A Year of Local Eating
- Don Gayton – Interwoven Wild: An Ecologist Loose in the Garden
- Theresa Kishkan – Phantom Limb
- Patricia E. Roy – The Triumph of Citizenship: The Japanese and Chinese in Canada, 1941-67

2009
- Gabor Maté – In the Realm of Hungry Ghosts: Close Encounters with Addiction
- Chris Wood – Dry Spring: The Coming Water Crisis of North America
- Tim Lilburn – Going Home: Essays
- Rex Weyler – The Jesus Sayings: The Quest for His Authentic Messay
- Ronald Wright – What is America? A Short History of the New World Order

2010
- Lorna Crozier – Small Beneath the Sky: A Prairie Memoir
- Brian Payton – The Ice Passage: A True Story of Ambition, Disaster, and Endurance in the Arctic Wilderness
- Ehor Boyanowsky – Savage Gods, Silver Ghosts: In the Wild with Ted Hughes
- Brian Brett – Trauma Farm: A Rebel History of Rural Life
- Charles Demers – Vancouver Special

2011
- John Vaillant – The Tiger: A True Story of Vengeance and Survival
- Derek Lundy – Borderlands: Riding the Edge of America
- Douglas Coupland – Marshall McLuhan
- Morris Bates, Jim Brown – Morris as Elvis: Take a Chance on Life
- Sarah Leavitt – Tangles: A Story about Alzheimer’s, My Mother, and Me

2012
- Charlotte Gill – Eating Dirt[2]
- Gary Geddes – Drink the Bitter Root
- JJ Lee – The Measure of a Man: The Story of a Father, a Son, and a Suit
- Theresa Kishkan – Mnemonic: A Book of Trees
- Carmen Aguirre – Something Fierce

2013
- Geoff Meggs und Rod Mickleburgh – The Art of the Impossible: Dave Barrett and the NDP in Power, 1972–1975[3]
- Luanne Armstrong – The Light Through the Trees: Reflections on Land and Farming
- George Bowering – Pinboy
- Sandra Djwa – Journey with No Maps: A Life of P.K. Page
- Carol Shaben – Into the Abyss: How a Deadly Plane Crash Changes the Lives of a Pilot, a Politician, a Criminal and a Cop

2014
- David Stouck – Arthur Erickson: An Architect’s Life[4]
- Arno Kopecky – The Oil Man and the Sea: Navigating the Northern Gateway
- J.B. MacKinnon – The Once and Future World: Nature As It Was, As It Is, As It Could Be
- Bev Sellars – They Called Me Number One: Secrets and Survival at an Indian Residential School
- Jane Silcott – Everything Rustles

2015
- Eve Joseph – In the Slender Margin: The Intimate Strangeness of Death and Dying[5]
- Nancy Turner – Ancient Pathways, Ancestral Knowledge: Ethnobotany and Ecological Wisdom of Indigenous Peoples of Northwestern North America
- Barry M. Gough – The Elusive Mr. Pond: The Soldier, Fur Trader and Explorer Who Opened the Northwest
- Kevin Chong – Northern Dancer: The Legendary Horse That Inspired a Nation
- Julie Angus – Olive Odyssey: Searching for the Secrets of the Fruit That Seduced the World

2016
- Brian Brett – Tuco: The Parrot, the Others, and A Scattershot World

2017
- Deborah Campbell – A Disappearance in Damascus: A Story of Friendship and Survival in the Shadow of War

2018
- Arthur Manuel (postum) und Grand Chief Ronald Derrickson – The Reconciliation Manifesto: Recovering the Land, Rebuilding the Economy

2019
- Lindsay Wong – The Woo Woo

2020
- Alejandro Frid – Changing Tides: An Ecologist’s Journey to Make Peace with the Anthropocene

2021
- Billy-Ray Belcourt – A History of My Brief Body